# العلاقات الإسرائيلية البحرينية
العلاقات الإسرائيلية البحرينية، تعترف مملكة البحرين بإسرائيل كدولة، والعلاقات الدبلوماسية والاقتصادية العامة بين البلدين قائمة. في عام 2019، قال وزير الخارجية البحريني خالد بن أحمد آل خليفة على هامش مؤتمر البحرين للسلام الاقتصادي في مقابلة مع القناة 13 الإسرائيلية إن إسرائيل جزء أساسي وشرعي من منطقة الشرق الأوسط.
في بداية عقد 1990 حصل بعض الدفء في العلاقات قبيل اتفاقيات أوسلو، لكنها تباطأت خلال الانتفاضة الفلسطينية الثانية، ثم عادت حيث اعترفت البحرين بحق إسرائيل بالوجود في مايو 2018.

## التاريخ
زار أول وفد رسمي إسرائيلي البحرين في أواخر سبتمبر 1994. وشارك وزير البيئة الإسرائيلي يوسي سريد في المُناقشات الإقليمية حول القضايا البيئية والتقى بوزير الخارجية البحريني.
في أكتوبر 2007، عقد وزير الخارجية البحريني خالد بن أحمد بن محمد آل خليفة اجتماعا مع اللجنة اليهودية الأمريكية حيث قال «يجب على اللاجئين الفلسطينيين العودة إلى فلسطين.» في الشهر نفسه من خلال الجمعية العامة للأمم المتحدة وقال أنه التقى بعد ذلك وزيرة الخارجية الإسرائيلية تسيبي ليفني حيث لاقى انتقادات شديدة من مجلس النواب البحريني.
في 16 يناير 2009 نقلت صحيفة القدس العربي عن صحيفة يديعوت أحرونوت الإسرائيلية أن الرئيس الإسرائيلي شمعون بيريز ووزيرة الخارجية الإسرائيلية تسيبي ليفني التقيا قبل نحو شهر بشكل سري في نيويورك ملك البحرين حمد بن عيسى بن سلمان آل خليفة. أضافت الصحيفة: «أشار المراسل السياسي للصحيفة ايتمار آيخنر استنادا إلى مصادر مطلعة وموثوقة في تل أبيب إلى أن هذا اللقاء هو الأرفع مستوى الذي يتم بين شخصيات إسرائيلية وبحرينية مضيفا أنه في الفترة ذاتها التقت ليفني في نيويورك نظيرها العماني. هذه اللقاءات تندرج ضمن ما سمته النشاط الدبلوماسي الهادئ الذي تقوم به الدولة العبرية في عدد من دول شبه الجزيرة العربية التي ترفض الاعتراف بدولة إسرائيل ولا إقامة علاقات دبلوماسية معها قبل تأسيس دولة فلسطينية مستقلة عاصمتها القدس الشرقية».
وكان ولي عهد البحرين سلمان بن حمد آل خليفة التقى بيريز في الأمم المتحدة كما سبق للمسؤول الإسرائيلي يوسي بيلين أن زار المنامة على رأس وفد إسرائيلي وكان وزير الخارجية البحريني خالد بن أحمد بن محمد آل خليفة دعا إلى إقامة منظمة إقليمية تضم الدول العربية وإسرائيل وإيران وتركيا مشددا على أن هذه المنظمة يجب أن تضم الجميع وأن تتجاوز الأعراق والأديان.
ندد وزير خارجية البحرين خالد بن أحمد آل خليفة بحادثة اقتحام السفارة الإسرائيلية في القاهرة 2011، حيث قال: إن عدم الدفاع عن مبنى السفارة يعد انتهاكًا صارخًا لاتفاقية فيينا للعلاقات الدبلوماسية لعام 1961".

### ويكيليكس
في عام 2011 وسط الاحتجاجات كشفت برقيات ويكيليكس نشرتها صحيفة هاآرتس بعض العلاقات الخفية بين المسؤولين البحرينيين والإسرائيليين. في لقاء مع سفير الولايات المتحدة في فبراير 2005 تفاخر ملك البحرين حمد بن عيسى آل خليفة حول وجود اتصال مع وكالة الاستخبارات الوطنية الإسرائيلية الموساد. أشار إلى أن البحرين مستعدة لتطوير العلاقات في المجالات الأخرى أيضا. يقال أن الملك أعطى أوامر بأن التصريحات الرسمية لا تستخدم عبارات مثل العدو والكيان الصهيوني عند الإشارة إلى إسرائيل بعد الآن. ومع ذلك رفض فكرة وجود علاقات تجارية قائلا أنه من المبكر جدا سوف يتم تأجيلها حتى إقامة دولة فلسطين المستقلة.

### تطبيع العلاقات
في يونيو 2019، تلقت ست وسائل إعلام إسرائيلية دعوات رسمية لتغطية مؤتمر السلام الاقتصادي في البحرين. في يوليو 2019، التقى وزير خارجية البحرين خالد بن أحمد آل خليفة، ونظيره الإسرائيلي يسرائيل كاتس في الولايات المتحدة. في أكتوبر 2019، شاركت المسؤولة الإسرائيلية دانا بنفنستي-غباي في «مجموعة العمل حول الأمن البحري والجوي» في المنامة بالبحرين. في ديسمبر 2019، زار الحاخام الإسرائيلي شلومو عمار البحرين لحضور حدث بين الأديان.
في مايو 2020، أعلنت الجمعية البحرينية لمقاومة التطبيع مع العدو الصهيوني أنها تلقت توجيهات من جهات رسمية وأوامر عليا تقضي بإيقاف ندوة إلكترونية كانت ستعقدها عن مقاومة التطبيع في منطقة الخليج العربي.
في يونيو 2019، تلقت ست وسائل إعلامية إسرائيلية دعوات رسمية كي تغطي ورشة عمل السلام الاقتصادي الإسرائيلي الفلسطيني في البحرين. في يوليو 2019، التقى وزير الخارجية البحريني خالد بن أحمد بن محمد آل خليفة بنظيره الإسرائيلي يسرائيل كاتس في الولايات المتحدة. في أكتوبر 2019، حضرت المسؤولة الإسرائيلية دانا بنفينستي جباي «مجموعة عمل حول الأمن الملاحي والجوي» في المنامة. في ديسمبر 2019، زار رئيس حاخامات القدس شلومو عمار البحرين لحضور منتدى ديني.
قال الملك حمد بن عيسى لوزير الخارجية الأمريكي مايك بومبيو أثناء زيارته للبحرين إن بلاده ملتزمة بإقامة دولة فلسطينية وترفض ضغوطات واشنطن على الدول العربية لتطبيع العلاقات مع إسرائيل، ومع ذلك قالت البحرين إنها تسمح بمرور الطيران الإسرائيلي عبر أجوائها من وإلى الإمارات العربية المتحدة، وجاء هذا القرار بناءً على طلب الإمارات عقب الاتفاق الإماراتي الإسرائيلي، وهذا القرار يقلل وقت الطيران بين الإمارات وإسرائيل عدة ساعات.
في يوم 28 يناير 2020، قام الرئيس الأمريكي دونالد ترامب في وجود رئيس الوزراء الإسرائيلي بنيامين نتنياهو بالإعلان عن بعض تفاصيل صفقة القرن، وذلك بحضور بعض السفراء العرب، وهم سفراء عمان والبحرين والإمارات، حيث حضر سفير البحرين عبد الله آل خليفة في واشنطن، وقد شكرهم الرئيس ترامب قائلا: «أشكر نتنياهو بشكل خاص، وعمان والبحرين والإمارات لمساعدتنا وإرسال سفرائهم للحضور اليوم»، وقال نتنياهو: «يا لها من سعادة أن نرى سفراء عمان والإمارات والبحرين معنا هنا».
في 15 أغسطس 2020، وبعد إعلان الاتفاق الإماراتي الإسرائيلي قالت إذاعة الجيش الإسرائيلي إنّ هناك مباحثات متقدمة تجري مع البحرين سعيًا لتطبيع العلاقات. كما ذكرت وسائل إعلام إسرائيلية في 2 سبتمبر 2020 أنه من المتوقع أن تعلن البحرين قريبًا تطبيع العلاقات مع إسرائيل.
أعلن دونالد ترامب في 11 سبتمبر 2020 أنَّ البحرين وافقت على تطبيع العلاقات مع إسرائيلي بعد التطبيع الإماراتي في خلال 30 يومًا، حيث كتب عبر تويتر: «خطوة تاريخية جديدة اليوم! الدولتان الصديقتان العظيمتان إسرائيل ومملكة البحرين توصلتا لاتفاق سلام. ثاني دولة عربية تعقد السلام مع إسرائيل في 30 يومًا!».
في 30 مارس 2021، أصدر ملك البحرين حمد بن عيسى بن سلمان آل خليفة مرسومًا ملكيًا بإنشاء بعثة دبلوماسية بحرينية لدى إسرائيل، ومرسومًا ملكيًا آخرً بتعيين خالد يوسف الجلاهمة رئيسًا للبعثة الدبلوماسية. وذلك تنفيذًا للترتيبات التي حدثت في 18 نوفمبر 2020 بعد زيارة وزير الخارجية البحريني عبد اللطيف الزياني إلى إسرائيل استكمالًا لبنود الاتفاق البحريني الإسرائيلي.
في 2 نوفمبر 2023 البحرين تعلن وقف العلاقات الاقتصادية وعودة سفراء البلدين لبلادهم لأسباب تتعلق بالحرب على غزة.